# Fontana de' Medici

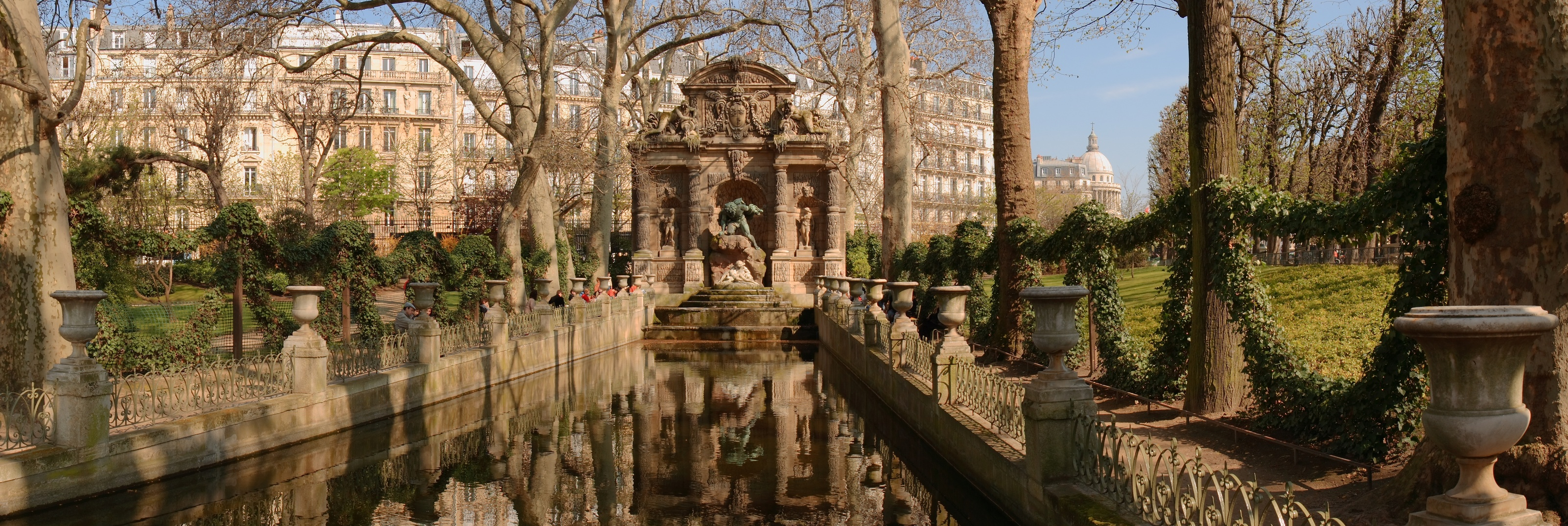
Fontana dei Medici

La fontana de' Medici (in francese fontaine Médicis) è una fontana di Parigi, situata nei giardini del Lussemburgo nel VI arrondissement.
La fontana deve il suo nome a Maria de' Medici che la commissionò a un ignoto architetto per decorare i giardini del suo palazzo. Si ispira al manierismo italiano che proprio Maria aveva apprezzato nella sua gioventù a Firenze, in particolare ai giardini di Boboli.
È composta da una lunga vasca ombreggiata da alberi ai lati e termina con un'edicola e un nicchione con rocce spugnose; le figure mitologiche vennero aggiunte solo molto dopo, nel 1866 e sono opera di Auguste Ottin.
In questa fontana è rappresentato il mito di Aci e Galatea. In particolare, si può vedere l'abbraccio tenero di Aci, il pastorello, verso Galatea, una Nereide, ninfa del mare, sua amata. La statua viene sormontata e sovrastata da quella più maestosa del gigante Polifemo il Ciclope, figlio di Nettuno, che spia nascosto ed arrabbiato i due innamorati, essendo egli stesso innamorato di Galatea, ma da questa non ricambiato e dunque geloso di Aci. Nella statua marmorea, che si trova ad Acireale nel Giardino Belvedere viene rappresentato l'epilogo del mito, quando Galatea, con un abbraccio pietoso, vorrebbe risuscitare il suo amato Aci, ucciso dal gigante Polifemo colpendolo a morte con un sasso.